# Stade El Malecón
Le Stade El Malecón (en espagnol : Estadio El Malecón), de son nom complet Terrains de Malecón (en espagnol : Campos del Malecón) et également connu sous le surnom de El Malecón ou encore de Nouveau Malecón (en espagnol : Nuevo Malecón), est un stade de football espagnol situé dans la ville de Torrelavega, en Cantabrie.
Le stade, doté de 6 007 places et inauguré en 1922, sert d'enceinte à domicile à l'équipe de football du Real Sociedad Gimnástica de Torrelavega.

## Histoire
Situé le long du Besaya, le stade ouvre ses portes en 1922. Il est inauguré en présence de la reine Victoire-Eugénie de Battenberg le 3 août 1922 lors d'un match entre la Gimnástica de Torrelavega et l'Unión Montañesa.
En 1931 s'installe au stade pour ses matchs à domicile le Deportivo Torrelavega, et ce pendant 12 ans.
Le Malecón est bombardé pendant la guerre civile espagnole et la tribune principale en bois doit être reconstruite (dans un style à l'anglaise). En 2004, une bombe issue de ce bombardement avec des matières explosives actives est retrouvée enterrée à 5 mètres sous le terrain.
Après les rénovations de 2011-2012, le stade est réinauguré le 22 janvier 2012 lors d'une rencontre entre la Gimnástica de Torrelavega et le CD Guijuelo.

## Galerie

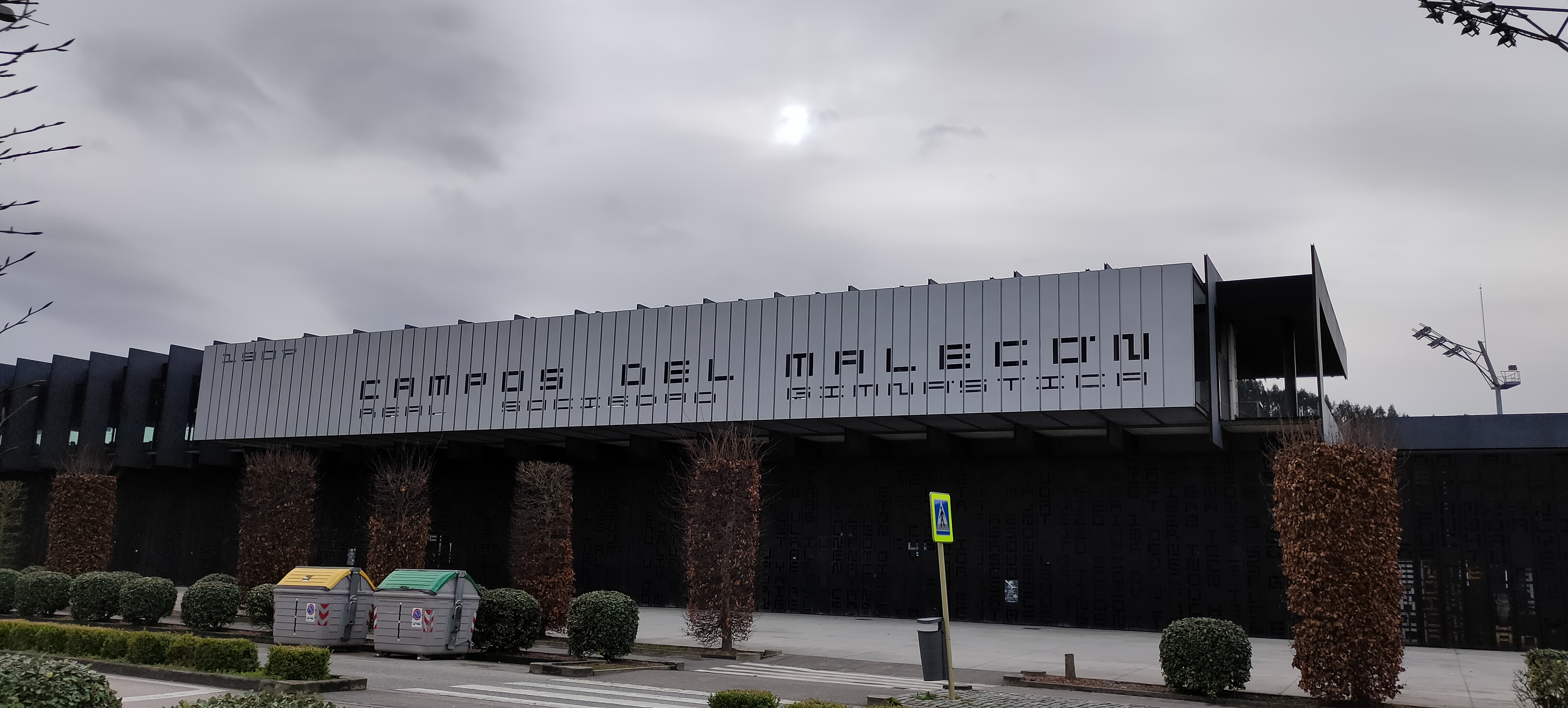
Vue extérieure du stade